# Georgette Bréjean-Silver
Georgette Bréjean-Silver, eigentlich Georgette-Amélie Sisout (* 22. September 1870 in Paris; † August 1951 in Neuilly-sur-Seine) war eine französische Opernsängerin (Koloratursopran).

## Leben
Bréjean-Silver studierte am Conservatoire de Paris. 1890 debütierte sie an der Opéra National de Bordeaux, dessen Direktor Gravière sie heiratete. Ihren ersten großen Erfolg hatte sie in der Titelrolle der Oper Manon von Jules Massenet in der Opéra-Comique 1894. Sie verkörperte die Rolle so überzeugend, dass Massenet für die Brüsseler Uraufführung des Werkes eine zusätzliche Gavotte für sie komponierte.
Bei der Uraufführung von Massenets Cendrillon 1899 sang Bréjean-Silver die Rolle der Fee. Weitere bedeutende Rollen waren u. a. Rosine in Gioacchino Rossinis Der Barbier von Sevilla, Philine in Ambroise Thomas’ Mignon, Euridice in Glucks Orfeo ed Euridice, Leila in Georges Bizets Les pêcheurs de perles und Rosenn in Édouard Lalos Le roi d’Ys.
Ab 1900 war Bréjean-Silver mit dem Komponisten Charles Silver verheiratet. Von ihr sind einige Plattenaufnahmen aus den Jahren 1905 und 1906 bei Odeon und Fonotipia erhalten.